# فسيفساء الإسكندر الأكبر
فسيفساء الكسندر لوحة فسيفساء أرضية رومانية يعود تاريخها إلى 100 سنة ق م، وهي محفوظة في متحف نابولي الوطني للآثار داخل مدينة نيابوليس الإغريقية القديمة بإيطاليا.

## الوصف

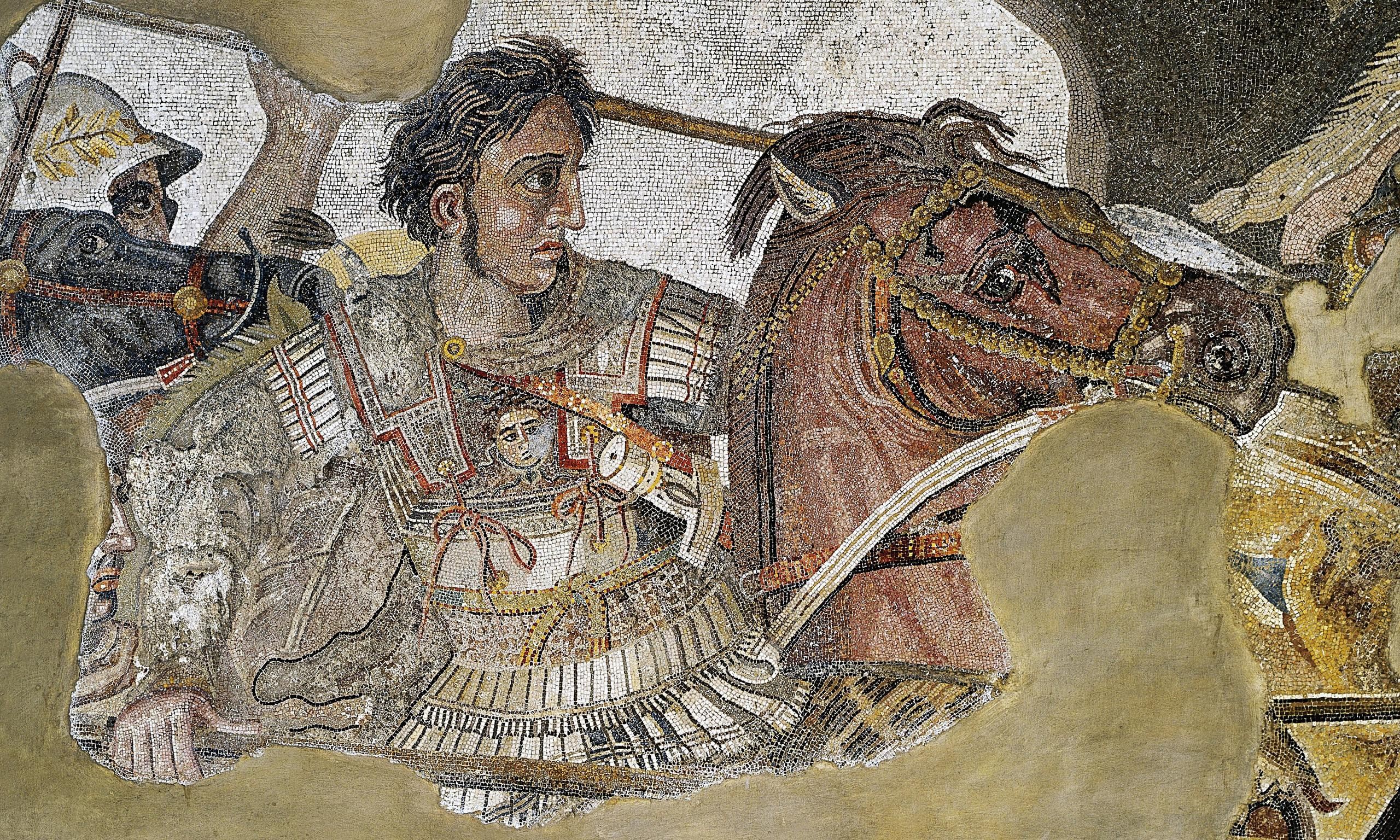
صورة للإلكسندر الأكبر مأخوذة من «لوحة الإسكندر الفسيفسائية»

تصور اللوحة المعركة بين جيش الإسكندر الأكبر أحد ملوك مقدونيا الإغريق والشاه الفارسي داريوش الثالث والتي انتهت بسقوط الإمبراطورية الأخمينية في بلاد فارس، وحولهم أكثر من 50 رجلا، ويظهر في اللوحة الإسكندر الأكبر ممتطيا حصانه وحاملا رمحا بيمينه، ويرتدي صدرية منقوش عليها رأس الأسطورة ميدوسا. في النصف الأيمن من اللوحة يظهر داريوش على عربته وهي تصطدم بالخيول للهروب من المعركة.